# VISLOVO
VISLOVO — второй и последний студийный альбом украинской группы «Время и Стекло». Был выпущен 5 июля 2019 года лейблом «MOZGI Entertainment»

## История создания
Альбом содержит 14 песен, включая композицию «Глубоко», исполненную совместно с Монатиком и два ремикса к песне «Дим».

## Список композиций
| №   | Название                                  | Длительность |
| --- | ----------------------------------------- | ------------ |
| 1.  | «Vislovo»                                 | 3:06         |
| 2.  | «Balensiaga»                              | 3:27         |
| 3.  | «Fashionспазмы»                           | 3:39         |
| 4.  | «Дим»                                     | 3:18         |
| 5.  | «Eleganza»                                | 3:49         |
| 6.  | «Лох»                                     | 3:05         |
| 7.  | «Е,Бой»                                   | 3:00         |
| 8.  | «Forever Young»                           | 2:58         |
| 9.  | «Песня про лицо»                          | 3:20         |
| 10. | «Навсегда/Никогда»                        | 4:13         |
| 11. | «Финальные титры»                         | 3:02         |
| 12. | «Дим (Boosin Remix)»                      | 4:58         |
| 13. | «Глубоко… (Надя Дорофеева feat. MONATIK)» | 4:12         |
| 14. | «Дим (Shnaps & Sanya Dymov Remix)»        | 2:47         |

## Критика
Алексей Мажаев отметил, что песни уступают прежним хитам группы, а альбому не хватило дикости и провокационности. Композиции «Vislovo» и «Balensiaga» не вызывают желания подпевать, а «Fashionспазмам» не хватило потенциала. Особо отметилось исполнение на украинском языке в песне «Дим». Критик назвал песню душевной, естественной и достойной стать заглавной в альбоме. «Eleganza» на английском языке также была оценена выше, чем «Vislovo».